# WABCO

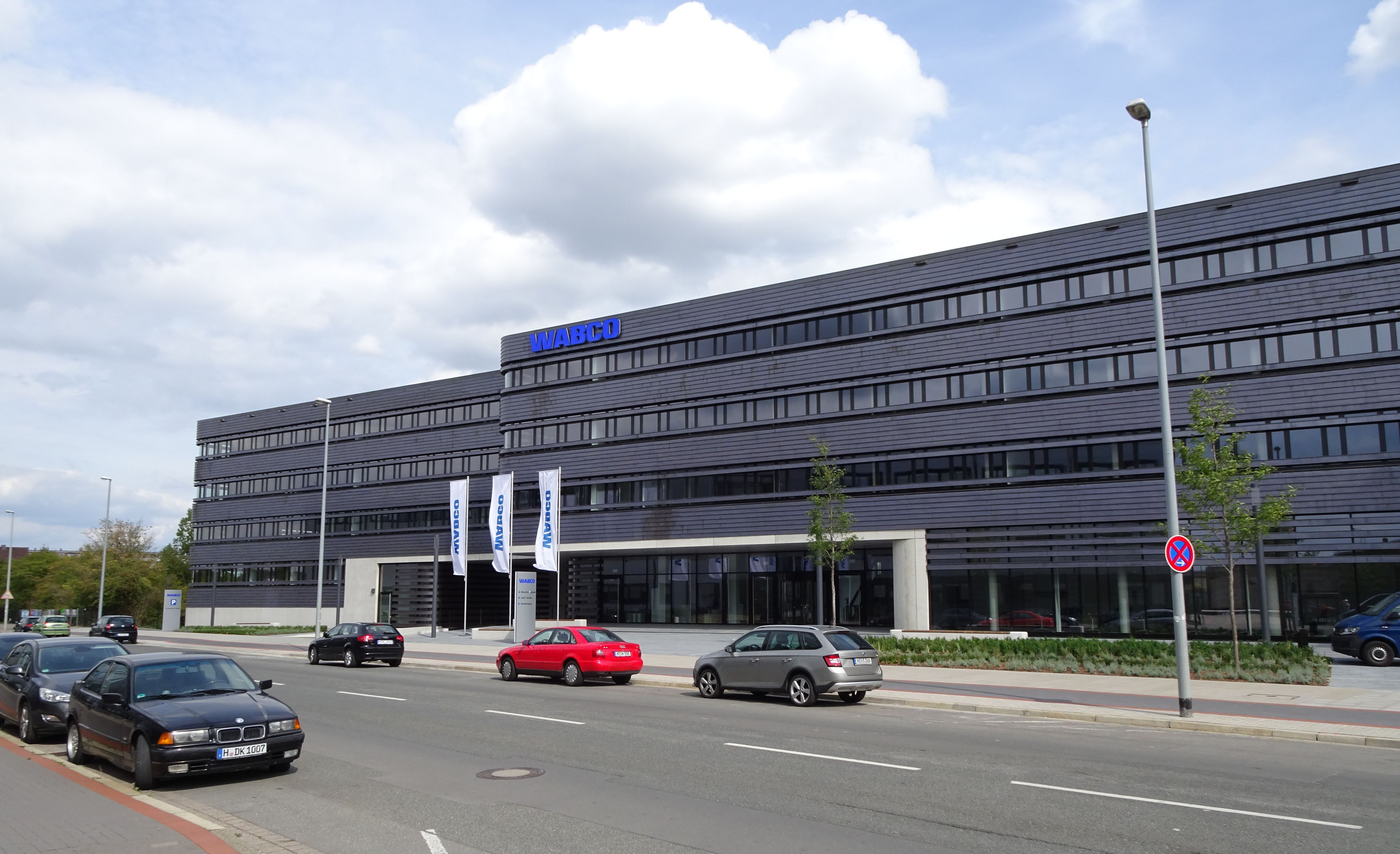
Wabco Technologie- und Innovationszentrum in Hannover

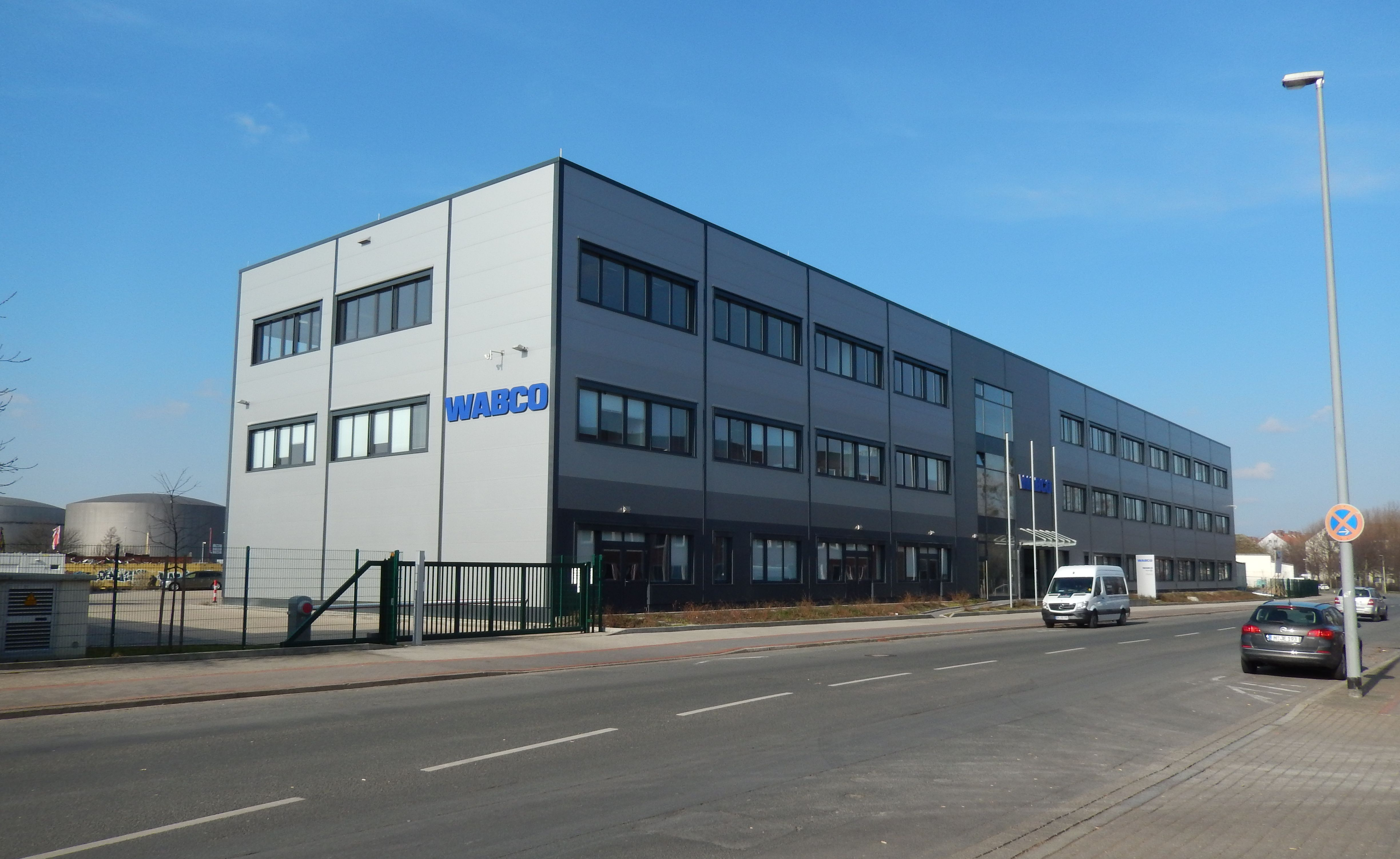
WABCO Academy Trainingscenter in Hannover

WABCO Holdings Inc. war ein US-amerikanischer Automobilzulieferer hauptsächlich für die Nutzfahrzeug-Automobilindustrie mit Sitz in Auburn Hills und einer weiteren Hauptverwaltung in Bern. Es war einer der führenden Anbieter von elektronischen Brems- und Fahrzeugregelsystemen sowie von Federungs- und Antriebssystemen überwiegend für mittlere und schwere Nutzfahrzeuge. Das Unternehmen wurde 1869 von George Westinghouse gegründet. Die ZF Friedrichshafen AG übernahm WABCO kurz nach dem 150-jährigen Jubiläum am 29. Mai 2020 und gliederte es als Division Commercial Vehicle Control Systems in die ZF-Gruppe ein.

## Geschichte

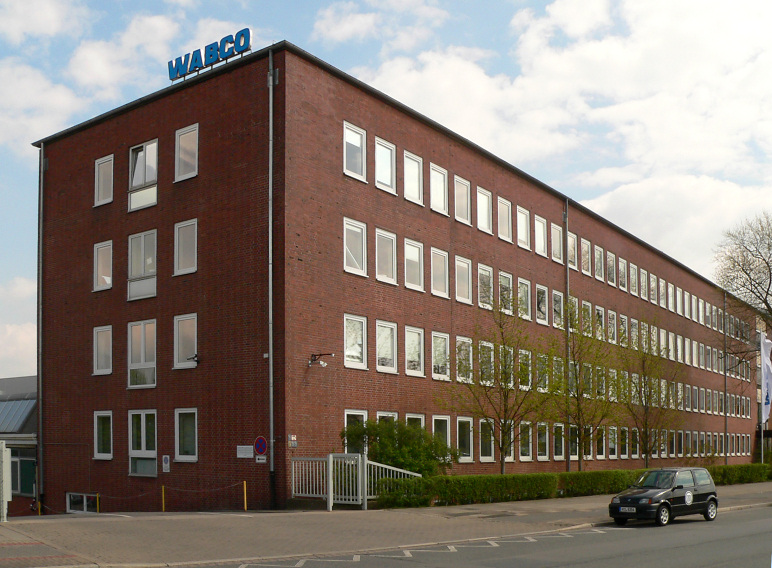
Ehemaliges Hauptgebäude in Hannover (abgerissen)

WABCO wurde 1869 als Westinghouse Air Brake Company von George Westinghouse gegründet. Er war der Erfinder der Druckluftbremse, die bei Eisenbahnen und Nutzfahrzeugen zum Einsatz kommt. Der Produktionsbetrieb begann 1870 in Pittsburgh (USA). Die Westinghouse-Druckluftbremse ermöglichte dem Lokführer die Bremsen im ganzen Zug vom Führerstand aus zu betätigen, wodurch Bremser überflüssig wurden. Im Jahre 1881 wurde eine Niederlassung in England gegründet, gefolgt von einer deutschen Niederlassung in Hannover im Jahre 1884. WABCO ließ sich 1900 die Magnetschienenbremse patentieren, und 1908 wurde eine elektropneumatische Bremse für U-Bahnen entwickelt. 1917 wurde die Union Switch & Signal Company, ein Unternehmen, das Signalanlagen und Zugsicherungssysteme für die Eisenbahn entwickelte.
1921 wurden pneumatische Bremsen für den wachsenden US-Automobilmarkt entwickelt. Eine Produktionsstätte in Gronau (Leine) wurde 1922 eröffnet. 1924 wurde WABCO in den USA aufgrund von Kartellgesetzen verpflichtet, ein Joint Venture mit Bendix einzugehen (Bendix-Westinghouse), anstatt eine eigene Baureihe mit Bremsenkomponenten einzuführen. In Europa konnten sich die WABCO-Firmen unabhängig entwickeln. So erwarb Fulmina 1924 eine Lizenz zur Produktion von Perrot-Bendix-Bremsen.
In den 1940er Jahren wurden die ersten Anlagen zur Sicherung von Zugfahrten mit Selbstblocksignalen gebaut. Sie sorgen für sichere Abstände zwischen Zügen auf einem Gleis und ermöglichen die zentrale Verkehrskontrolle. 1939 bis 1945 kam es zur Entwicklung einer pneumatischen Steuerung, durch die Schiffe in kürzester Zeit die Fahrtrichtung ändern können, um Torpedos, Minen oder Bomben auszuweichen. Mit Melpar wurde ein Unternehmen für Forschung und Entwicklung von Elektronik übernommen. Mit dem Zukauf des Erdbau-Unternehmens LeTourneau entstand LeTourneau-Westinghouse. Außerdem wurde die Le Roi Company übernommen, die Kompressoren, Motoren und pneumatische Werkzeuge für die Öl-, Bergbau- und Straßenbauindustrie herstellt.
In den 1960er Jahren gingen die Umsätze zurück. 1968 wurde WABCO von American Standard Companies übernommen. Das Automobilgeschäft wurde behalten, da WABCO Marktführer in Europa war. In den USA wurde die Minderheitsbeteiligung an Bendix-Westinghouse verkauft.
WABCO und Entwicklungspartner Mercedes-Benz trieben seit 1972 gemeinsam die Entwicklung und Markteinführung eines Antiblockiersystems (ABS) für Nutzfahrzeuge voran. 1976 schloss WABCO mit Texas Instruments ein Kooperationsabkommen über die Entwicklung und Lieferung eines 16-Bit-Prozessors für einen Micro-Computer, der als Controller für das ABS in Lastkraftwagen eingesetzt wurde. 1977 erfolgte die Übernahme der Produktionsstätte in Leeds sowie ein Joint Venture mit Sundaram Clayton Limited in Chennai. 1981 führte das Unternehmen ein Antiblockiersystem (ABS) für schwere Lkw ein. 1985 kam es zur Eröffnung einer Fabrik in Meppel (Niederlande). 1988 entstand eine eigene Teststrecke in Rovaniemi am Polarkreis für Brems- und Fahrdynamikkontrollsysteme.
1990 gründeten Arvin Meritor und WABCO das US-amerikanische Joint Venture Rockwell Meritor WABCO, später Meritor WABCO, als nordamerikanischen Anbieter von ABS für Schwerlasttransporter, Traktoren, Anhänger und Busse. Der Schienenfahrzeugsektor (englisch Railway Products Group) wurde durch Management-Buy-out aus dem Unternehmen herausgelöst. Unter dem ursprünglichen Namen „Westinghouse Air Brake Company“ entstand daraus ein neues Unternehmen, das auch den Markennamen WABCO auf dem Schienenfahrzeugsektor übernahm. Es fusionierte 1999 mit MotivePower Industries zur „Westinghouse Air Brake Technologies Corporation“ (Wabtec).
1994 eröffnete das Unternehmen eine zweite Teststrecke in Jeversen, nahe dem Hauptentwicklungs- und Produktionszentrum in Hannover. Das Oval mit einer Länge von 2.000 Metern und zwei steilen Kurven ist geeignet für Geschwindigkeiten bis zu 120 km/h und verfügt über verschiedene Straßenoberflächen zur Entwicklung und Erprobung von Kontrollsystemen für Nutzfahrzeuge und Pkw. Ebenfalls 1994 übernahm die WABCO-Gruppe die Deutsche Perrot-Bremse von American Standard. Damit wurde auch der Mannheimer Automobilzulieferer Fulmina-Werke Carl Hoffmann in den WABCO-Konzern integriert.
1996 entstand eine neue Produktionsstätte in Charleston (South Carolina), durch ein Joint Venture mit Cummins Engine 1996 wurde das erste elektronische Bremssystem (EBS) für Nutzfahrzeuge entwickelt. 1997 wurde Rockwell Automotive zu Meritor Automotive, einem unabhängigen Unternehmen, das Komponenten und Systeme für Lkw herstellt. 1998 änderten Rockwell WABCO Vehicle Control Systems ihren Namen in Meritor WABCO Vehicle Control Systems. Nach der Einführung des EBS für Lkw/Busse 1996 wurde das elektronische Bremssystem für Anhänger (TEBS) eingeführt.
2001 entstanden je eine neue WABCO-Fabrik in Breslau (Polen) und in Pyeongtaek (Korea). 2002 erfolgte ein Joint Venture in Jinan, Provinz Shandong, in China. Im selben Jahr erfolgte die Einführung des Adaptive Cruise Control (ACC) für Nutzfahrzeuge, das den Fahrer durch automatische Verkehrsüberwachung, Distanzabtastung und Bremsauslösung in potentiell gefährlichen Situationen unterstützt. Zusätzlich wurde Electronically Controlled Air Suspension (ECAS) für Pkw, SUV und kleine Nutzfahrzeuge angeboten. Als Ergänzung zu EBS führte WABCO eine elektronische Stabilitätskontrolle (ESC) ein, und in Kooperation mit Michelin entstand das erste autarke Reifendrucküberwachungssystem (Kurzbezeichnung IVTM für Integrated Vehicle Tire Pressure Monitoring) für Nutzfahrzeuge.
2004 entstand eine der leichtesten Druckluftscheibenbremsen. Das Vario Compact ABS für Anhänger – ein kompaktes und leicht zu installierendes Modulsystem – wurde in der 2. Generation angeboten (VCS II). Eine Lufttrocknerkartusche mit integriertem Filter wurde eingeführt, um die Lebensdauer von Luftdruck- und Bremssystemen zu erhöhen. 2006 erfolgte die Einführung elektronischer Bremssysteme für Anhänger in der neuesten Generation (TEBS E) sowie einer Druckluftscheibenbremse für schwere Lastwagen und Busse, eines De-Oiling-Katalysators für Druckluftsysteme und eines Zwei-Stufen-Kompressors für Nutzfahrzeuge.
Am 31. Juli 2007 wurde WABCO von American Standard ausgegründet und ist seit dem 1. August 2007 als Aktiengesellschaft mit dem Kürzel WBC an der New York Stock Exchange gelistet. Die ehemalige Mutter änderte ihren Namen in Trane und wurde im Dezember 2007 von Ingersoll-Rand übernommen. Am 13. Februar 2014 verkündete WABCO die 100%ige Übernahme von Transics International, einem führenden Anbieter von Flottenmanagement-Lösungen mit Sitz in Belgien.
Am 21. August 2018 wurde in Hannover das neue Technologiezentrum eröffnet. Nach rund 18-monatiger Bauzeit wurde auf dem Werksgelände ein rund 11.500 m² großer Gebäudekomplex errichtet, der Platz für mehr als 420 Mitarbeiter bietet. Im Februar 2019 verlegte das Unternehmen seinen Zweitsitz von Brüssel nach Bern.

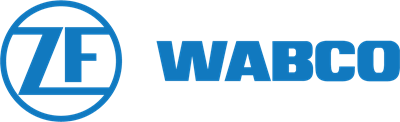
Neues Logo nach der Übernahme

Ende März 2019 wurde bekannt, dass der Automobilzulieferer ZF Friedrichshafen WABCO für 7 Mrd. US-Dollar übernimmt. Am 27. Juni 2019 stimmten die Aktionäre von WABCO dem Übernahmeangebot zu. Der Abschluss des Vorgangs erfolgte am 29. Mai 2020. Zum Zeitpunkt der Übernahme beschäftigte WABCO rund 12.000 Mitarbeiter an 40 Standorten weltweit, im Jahr 2019 hatte WABCO einen Umsatz von 3,4 Milliarden Euro. Letzter CEO der WABCO-Gruppe war Jacques Esculier. Nach der Übernahme wurde das gesamte Unternehmen zunächst als Division Commercial Vehicle Control Systems in die ZF-Gruppe eingegliedert, die Leitung übernahm Fredrik Staedtler. ZF Wabco Hannover beschäftigt 2020 ca. 2.800 Menschen.

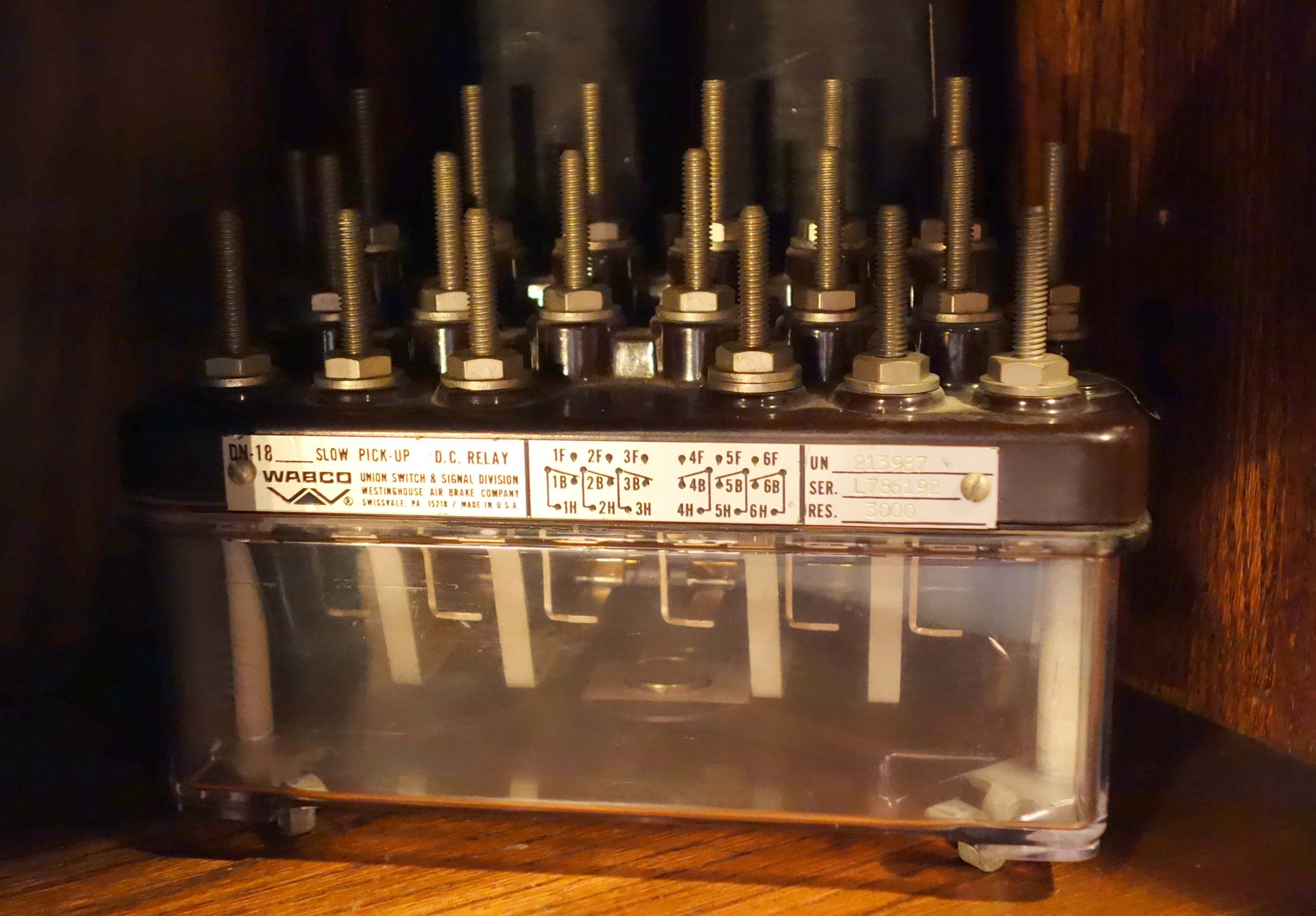
WABCO Slow Pick-Up DC Relay im Bayernhof Museum in Pittsburgh (USA)
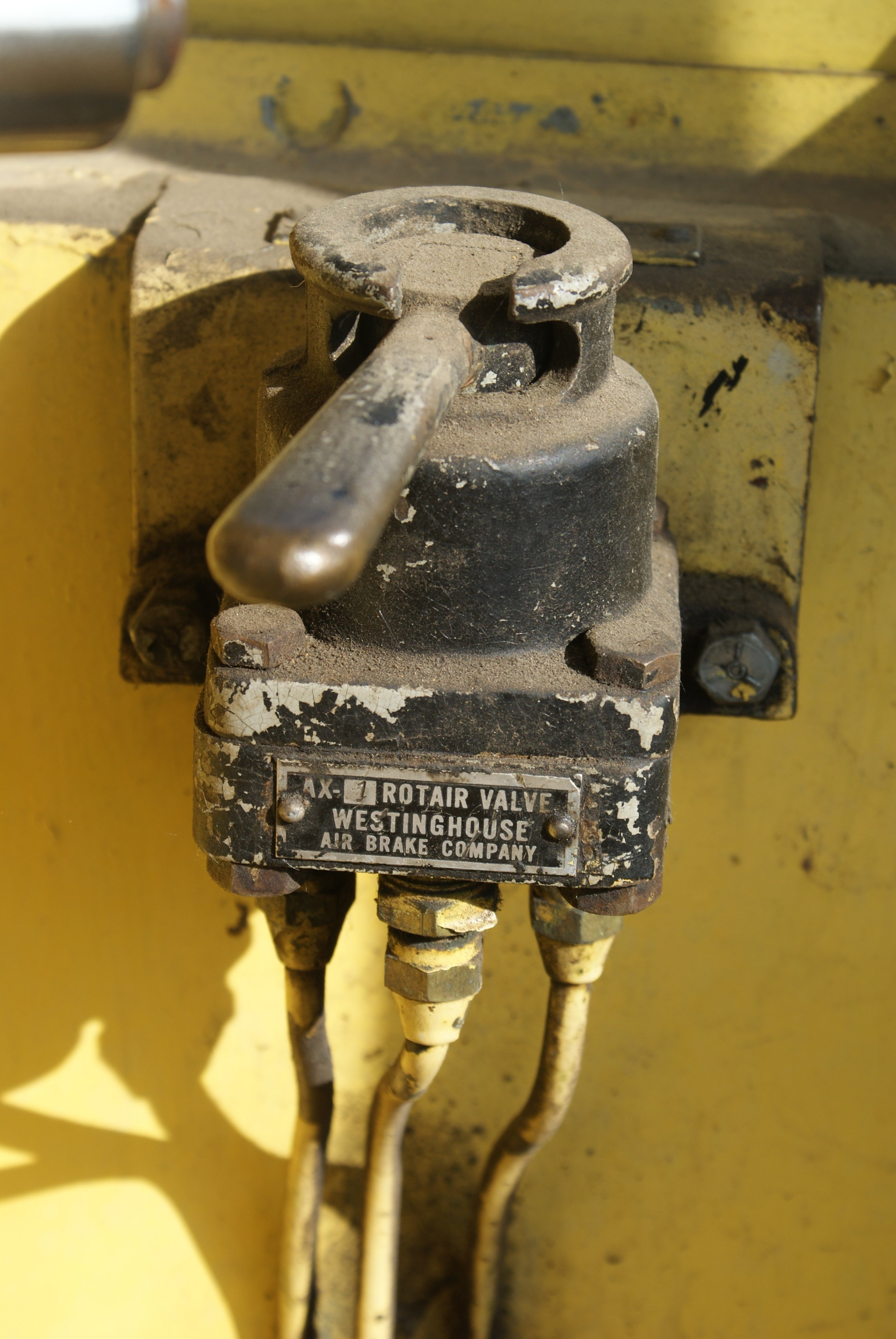
WABCO Ventil im Saskatchewan Railway Museum in Saskatoon (Kanada)
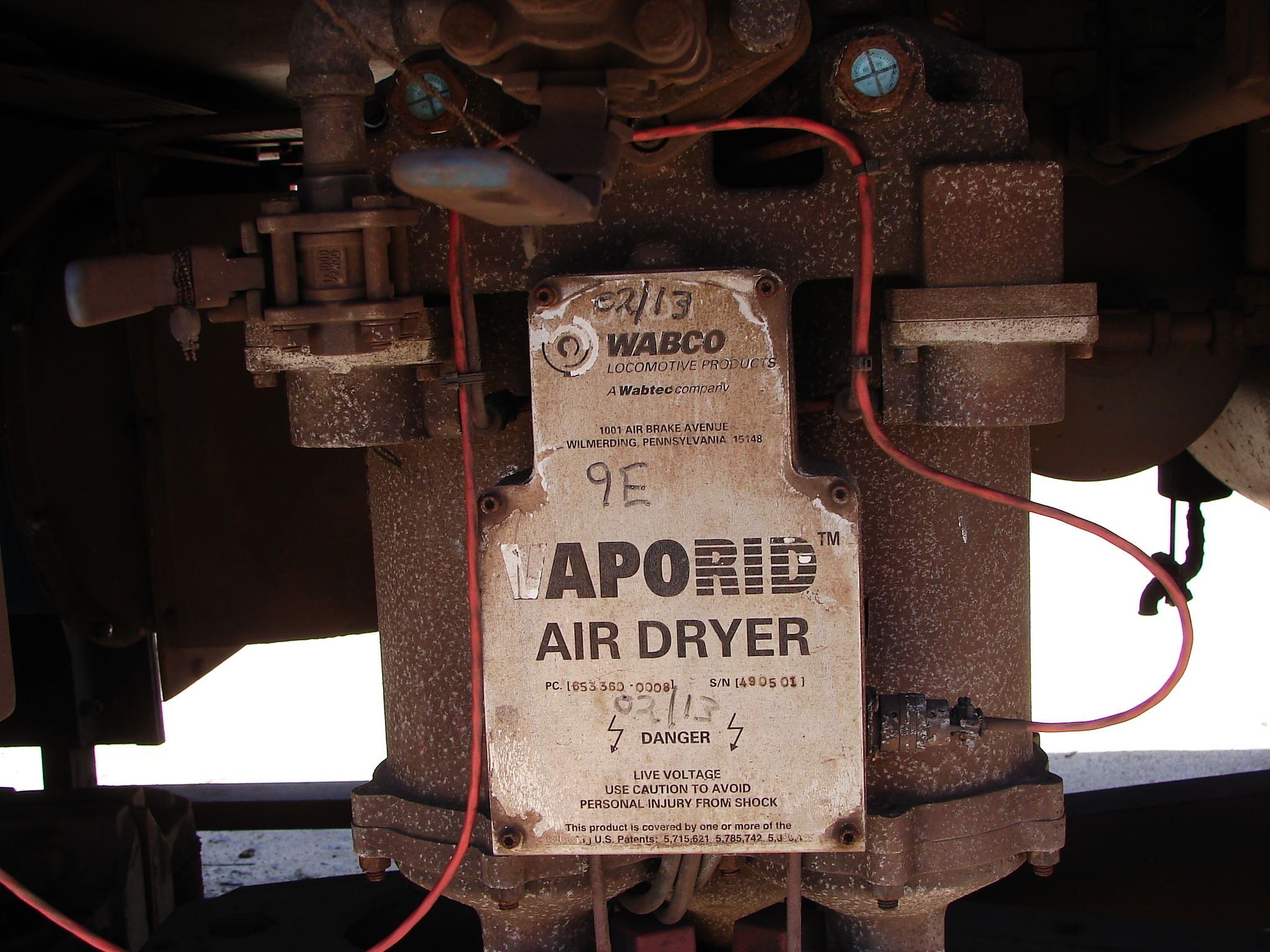
WABCO Lufttrocknerkomponente

## Teststrecken

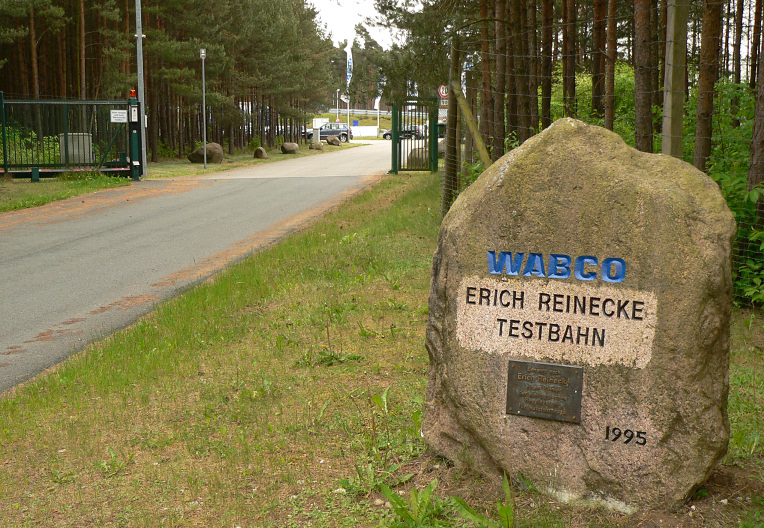
Eingang der Teststrecke in Jeversen

Das Unternehmen unterhält drei eigene Teststrecken in Rovaniemi (seit 1988), in Jeversen (seit 1995) und in Chennai (seit 2001).
Sie sind speziell für Nutzfahrzeugtests ausgelegt und erlauben Tests unter natürlichen Bedingungen auf diversen Fahrbahnbelägen und verschiedenen Wetterbedingungen. WABCO testet dabei Brems-, Stabilitätskontroll-, ABS-, Antischlupf-, Luftfederungs- und Reifendruckkontrollsysteme.